# Pastricciola
Pastricciola ist eine Gemeinde im Bereich des Bergmassivs um den Monte Rotondo auf der französischen Mittelmeerinsel Korsika. Sie gehört zum Département Corse-du-Sud, zum Arrondissement Ajaccio und zum Kanton Sevi-Sorru-Cinarca. Sie grenzt im Nordwesten an Guagno, im Nordosten an Vivario, im Südosten an Bocognano, im Süden an Tavera, im Südwesten an Rezza. Das Siedlungsgebiet liegt auf 450 bis 650 Metern über dem Meeresspiegel. Die Bewohner nennen sich Pastricciolais. Den höchsten Punkt in der Gemeindegemarkung bildet die Bergspitze des Punta Migliarello auf 2254 m. ü. M. An deren Nordflanke entspringt der Cruzini.

## Sehenswürdigkeiten
- Kirche Saint-Michel

## Bevölkerungsentwicklung
| Jahr      | 1962 | 1968 | 1975 | 1982 | 1990 | 1999 | 2008 | 2012 |
| --------- | ---- | ---- | ---- | ---- | ---- | ---- | ---- | ---- |
| Einwohner | 320  | 249  | 180  | 115  | 89   | 81   | 84   | 97   |